# Плацдарм «Омаха»
Плацдарм «Омаха» (англ. Omaha Beach) — кодове найменування одного з п'яти секторів вторгнення союзників силами 5-го корпусу 1-ї американської армії 6 червня 1944 року на узбережжя окупованої нацистами території Франції в ході висадки в Нормандії часів Другої світової війни.

## Плацдарм «Омаха»

### Підготовка вторгнення

Схема пляжу в районі висадки американських військ на плацдармі «Омаха»

Основним місцем вторгнення американських військ в Нормандії став плацдарм під назвою «Омаха».
Плацдарм становив вузьку прибережну смугу 8 км завдовжки, яка розлягалася від східного краю Сент-Онорин-де-Перт до західного краю В'єрвіль-сюр-Мер, на правому березі дельти річки Дув. Висадка в цьому районі, незважаючи на складні умови берегової смуги, грала виняткову роль в планах командування союзників, і слугувала зв'язувальною ланкою між британськими частинами, які вторгалися на плацдармі «Голд», і американськими частинами, що висаджувалися на північному заході на плацдармі «Юта».
Головним завданням першого дня висадки ставилося: з ходу захопити береговий плацдарм між Пор-ан-Бессен-Юппен і річкою Вір, в подальшому, розвиваючи успіх, з'єднатися з британцями, що висаджуються східніше на плацдарм «Голд» і вийти до району Ізіньї на заході, щоб з'єднатися з частинами 7-го корпусу на плацдармі «Юта»:33.
В сукупності, штурмові сили, призначені для виконання завдання, налічували 34 тисячі осіб і 3 300 машин зі складу загартованої в боях 1-ї піхотної та 29-ї піхотної дивізії, що не мала бойового досвіду:48–49.
Підтримку військ з моря здійснювали два лінкори («Техас», «Арканзас»), три крейсери («Глазго», «Монткам», «Жорж Лейг»), 12 есмінців і 105 інших суден. Перша бойова оперативна група налічувала 9 828 солдатів, 919 одиниць техніки і 48 танків (з них 3 502 особи й 295 машин у ній призначалися лише для висадки на пляж). Для перевезення цих сил знадобилися два транспорти, 6 великих десантних кораблів, 53 судна-амфібії для висадки танків, 5 суден-амфібій для висадки піхоти, 81 десантний катер, 18 штурмових десантних суден, 13 інших десантних суден і приблизно 64 амфібійних транспортних засобів DUKW:33.

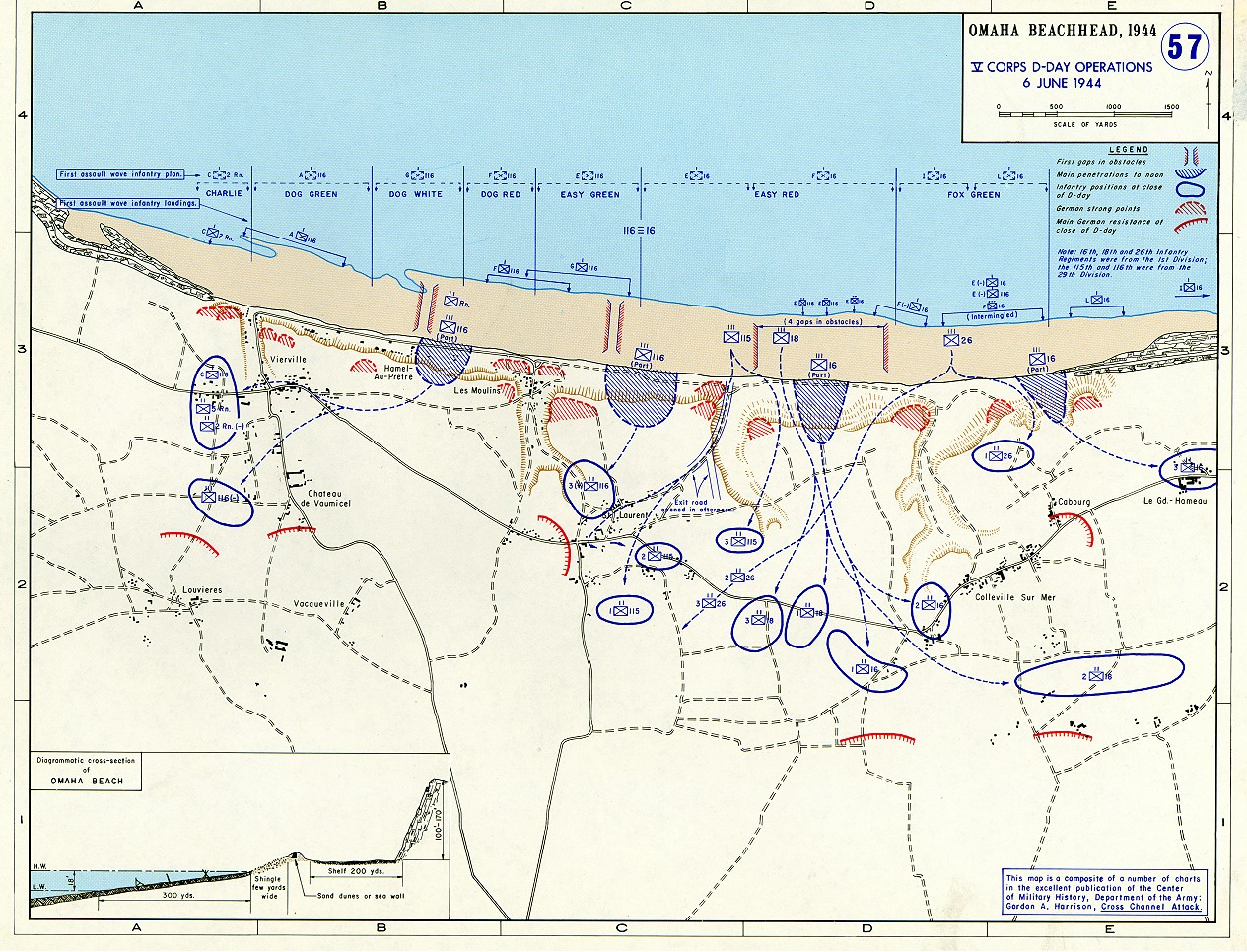
Схема висадки десанту на плацдарм «Омаха»

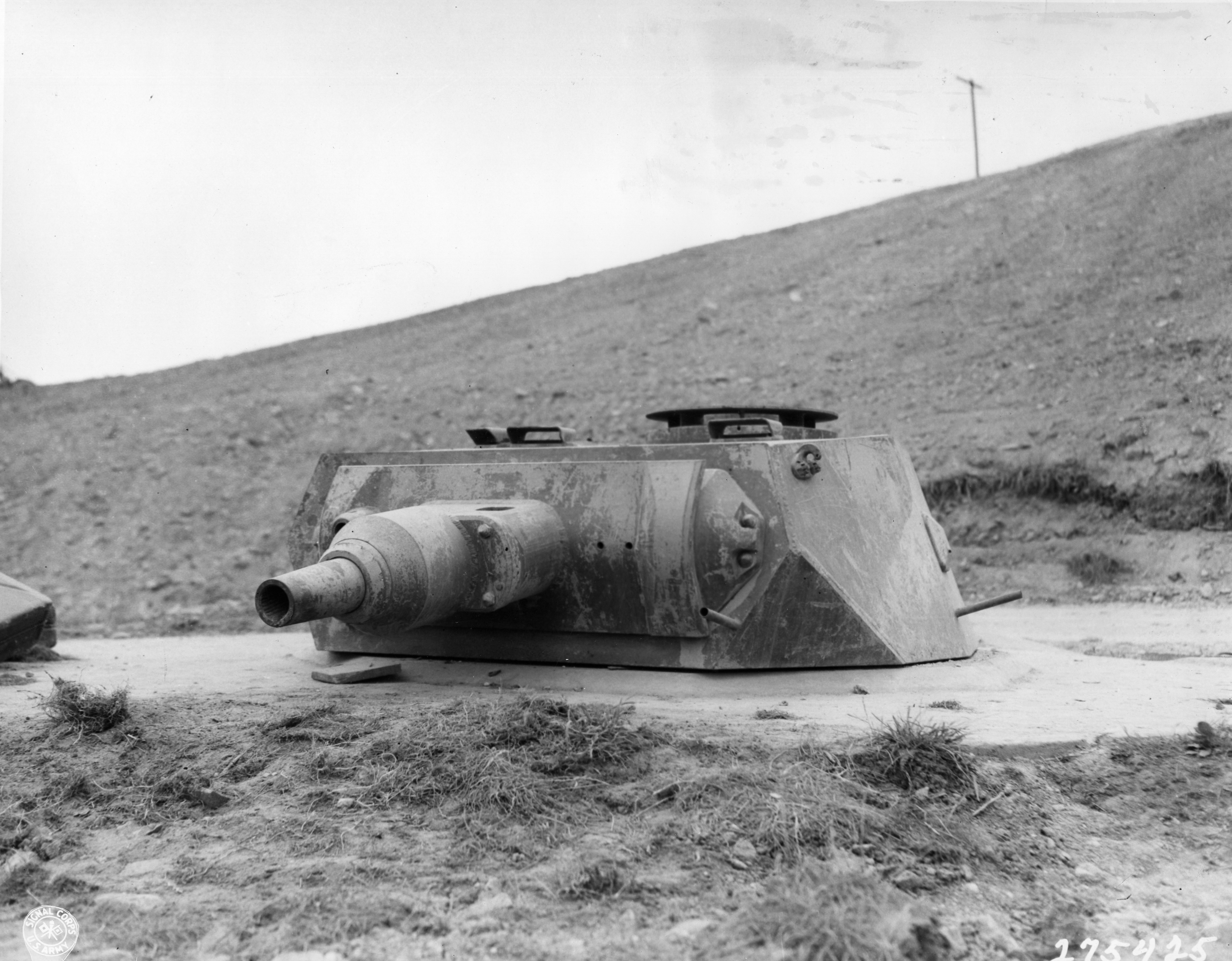
Німецькі берегові укріплення. Вмурована башта танку. Плацдарм «Омаха»

Спочатку розвідка союзників оцінювала сили берегової оборони, що протистоять десанту, в один посилений батальйон (800—1000 чол.) 716-ї піхотної дивізії:26, що мав дуже різношерстий склад та наполовину складався з російських добровольців і «фольксдойче», які не мали бойового досвіду. Проте, як з'ясувалося вже після вторгнення, союзникам також протистояли підрозділи 352-ї німецької піхотної дивізії, передислокацію яких упустила розвідка союзників, вважаючи, що це з'єднання дислокується в глибині півострова у районі Сен-Ло. Однак, дивізія за наказом Роммеля ще з березня 1944 року була приховано перекинута безпосередньо до узбережжя, отримавши завдання обороняти широку смугу фронту протяжністю 53 км уздовж всього узбережжя північної Нормандії. І хоча велику частину особового складу дивізії складали необстріляні молодики, проте, з 12 020 солдатів дивізії 6 800 були ветеранами, що отримали бойовий досвід в ході битв на Східному фронті. Зокрема, як з'ясувалося пізніше, сили противника в районі висадки були посилені 2-ма батальйонами 726-го піхотного гренадерського полку і 439-м батальйоном «Ост»:30.
Безпосередньо на ділянці висадки 5-го корпусу, підрозділи військ Вермахту складалися з 5 піхотних рот і були в основному зосереджені на 15-ти фортифікаційних опорних пунктах, які були сполучені між собою розгалуженою мережею траншей і ходів сполучень, у тому числі тунельного типу, і окрім штатної стрілецької зброї, мали до 60 легких гармат.
На ділянці висадки морського десанту літораль пляжу була обмежена скелястими кручами, її довжина між нижньою і верхньою відмітками припливу становила 275 м. Пляж, в основному, був покритий галькою, за ним слідував низький піщаний насип, і далі за ним починалися круті обриви і кручі, заввишки до 30-50 метрів, які займали пануюче положення над всім простором висадки. На території пляжу не було жодної ділянки місцевості, захищеної від вогню кулеметів і артилерії.
Система інженерних загороджень німців полягала в облаштуванні чотирьох ліній мінно-вибухових перешкод, перша з яких була споруджена прямо у воді. Далі, всю площу між гальковою мілиною і схилами крутоярів, рясно замінували і оснастили декількома рядами дротяних загороджень.
Плацдарм «Омаха» поділявся на десять секторів висадки, позначених (із заходу на схід) як Able, Baker, Charlie, Dog Green, Dog White, Dog Red, Easy Green, Easy Red, Fox Green і Fox Red. До першої хвилі морського десанту входили дві полкові оперативні групи, посилені двома танковими батальйонами і двома батальйонами рейнджерів. Піхотні полкові оперативні групи були зведені в три батальйони по тисячі чоловік в кожному. Кожен батальйон мав в своєму складі три стрілецькі роти по 240 чоловік у кожній і роту підтримки 190 чоловік. Танкові батальйони складалися з трьох рот по 16 танків; батальйони рейнджерів складалися з шести рот, по 65 чоловік в кожній роті. Кожен підрозділ мав чітко позначену ділянку висадки і основне завдання — з ходу увірватися на узбережжя, і закріпившися на ньому, створити сприятливі умови для висадки військ, що ішли за ними. Одночасно, три роти рейнджерів повинні були узяти укріплену батарею на Пуент-дю-Ок за 5 км на захід від «Омахи»:30.

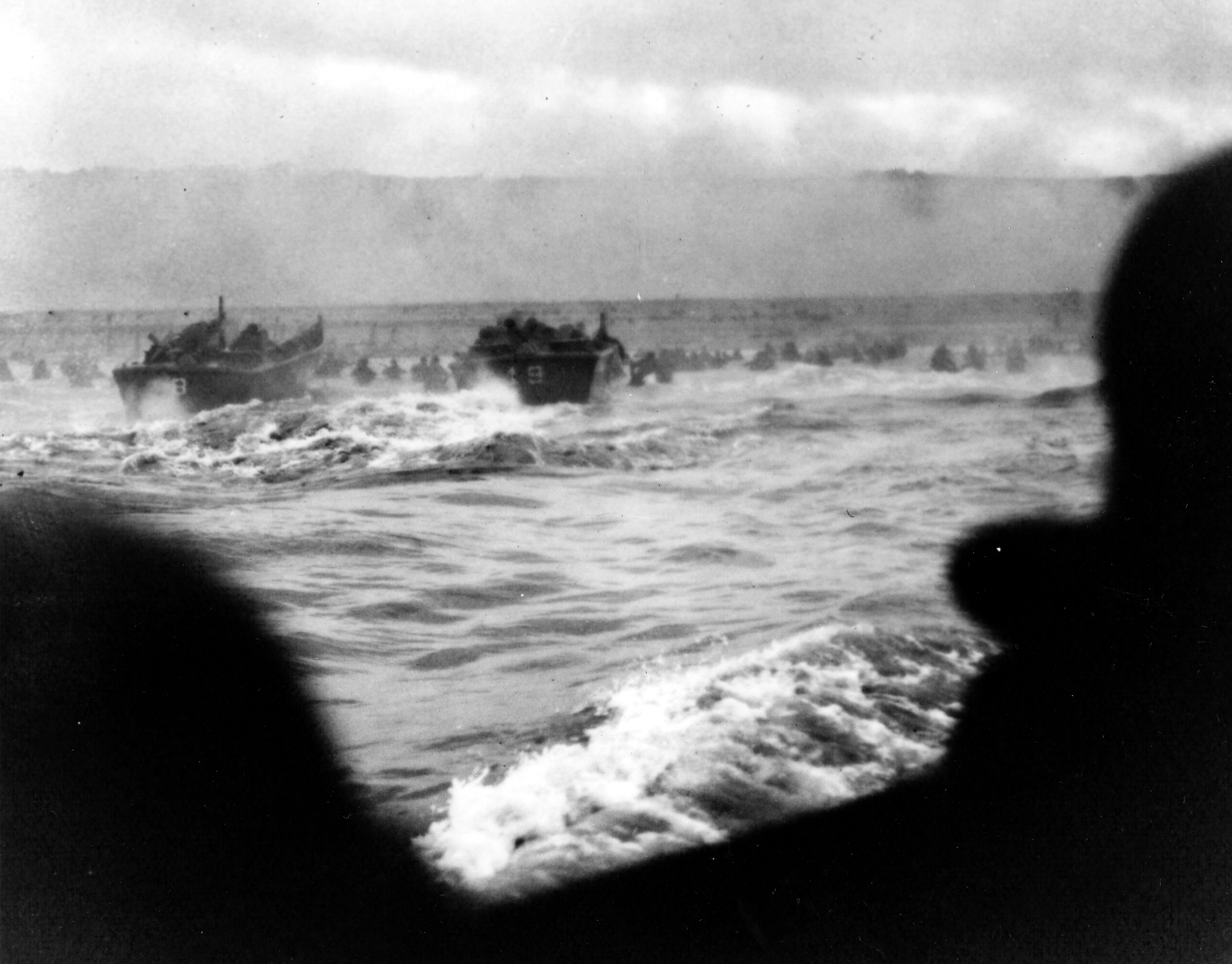
Десант наближається для вторгнення. 6:30 ранку 6 червня

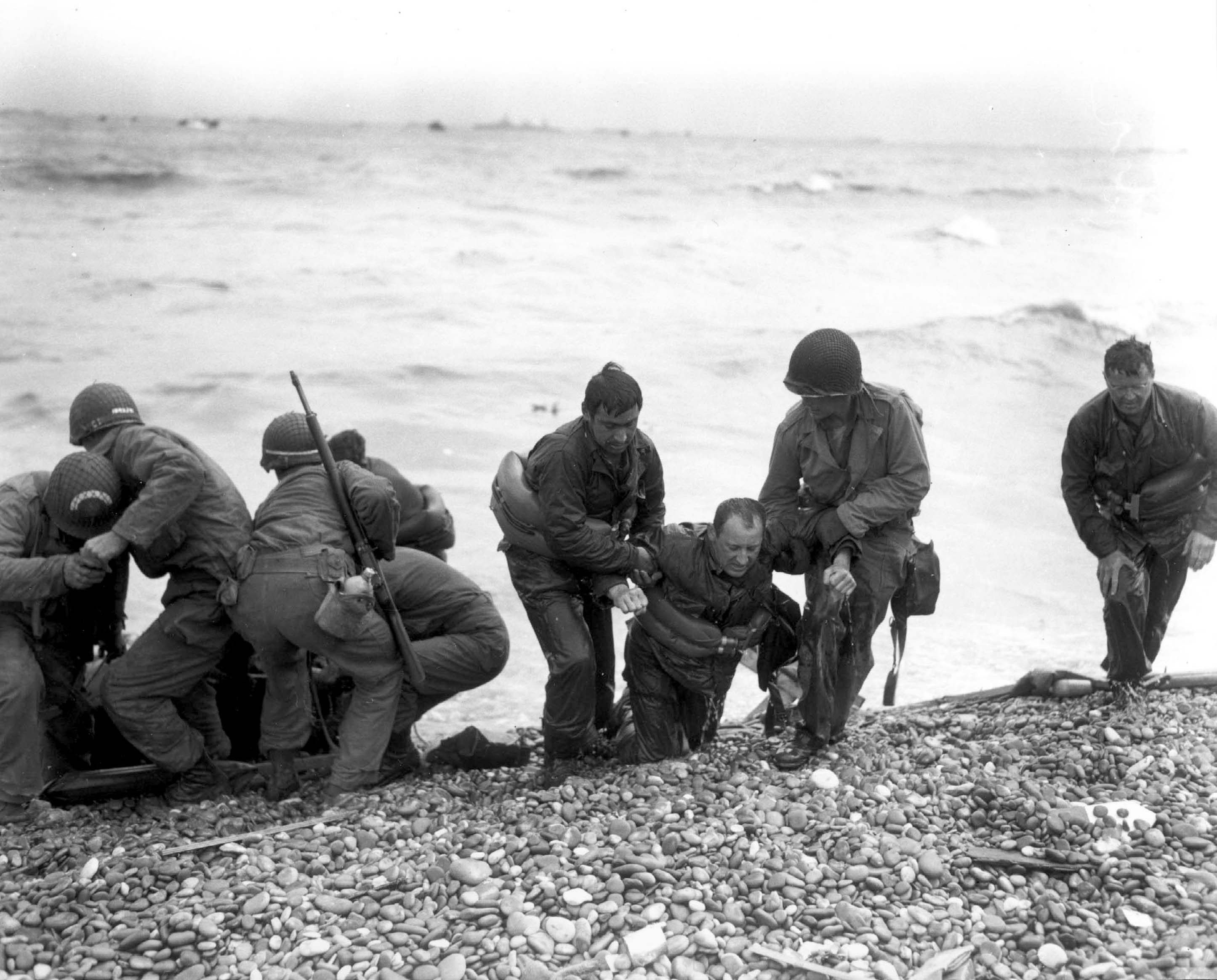
Десант на плацдармі «Омаха»

Початок висадки першої хвилі основних сил — година «Н» — була запланована на 6:30 під час припливу. Їй передували 40-хвилинний обстріл берегових укріплень німців морською артилерією та 30-хвилинне бомбардування з повітря. Плавучі DD-танки повинні були висадитися за п'ять хвилин до висадки піхоти. Піхотні підрозділи компонувалися в спеціально оснащені штурмові загони по 32 людини в кожному десантно-висадочному судні. Висадка підрозділів артилерійської підтримки була запланована через 90 хвилин опісля години «Н», висадка основної маси бойових машин через 180 хвилин. Через 3 години 15 хвилин йшли дві хвилі полкових оперативних груп 29-ї і 1-ї піхотних дивізій, які мали бойові завдання потужним ударом прорвати перший рубіж оборони та просунутися углиб оборони противника на відстань до 8 км.

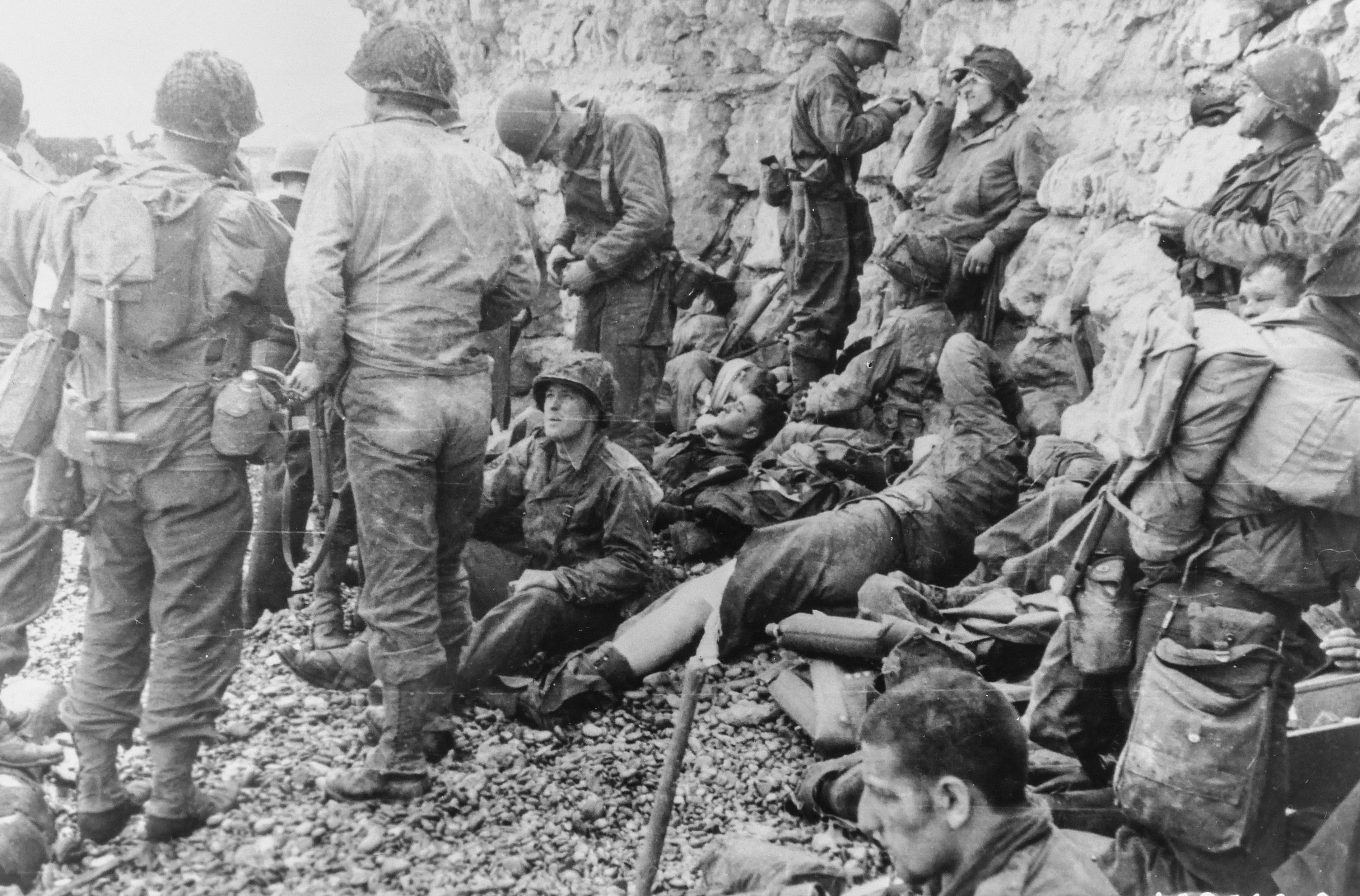
Американські солдати ховаються від вогню противника після висадки

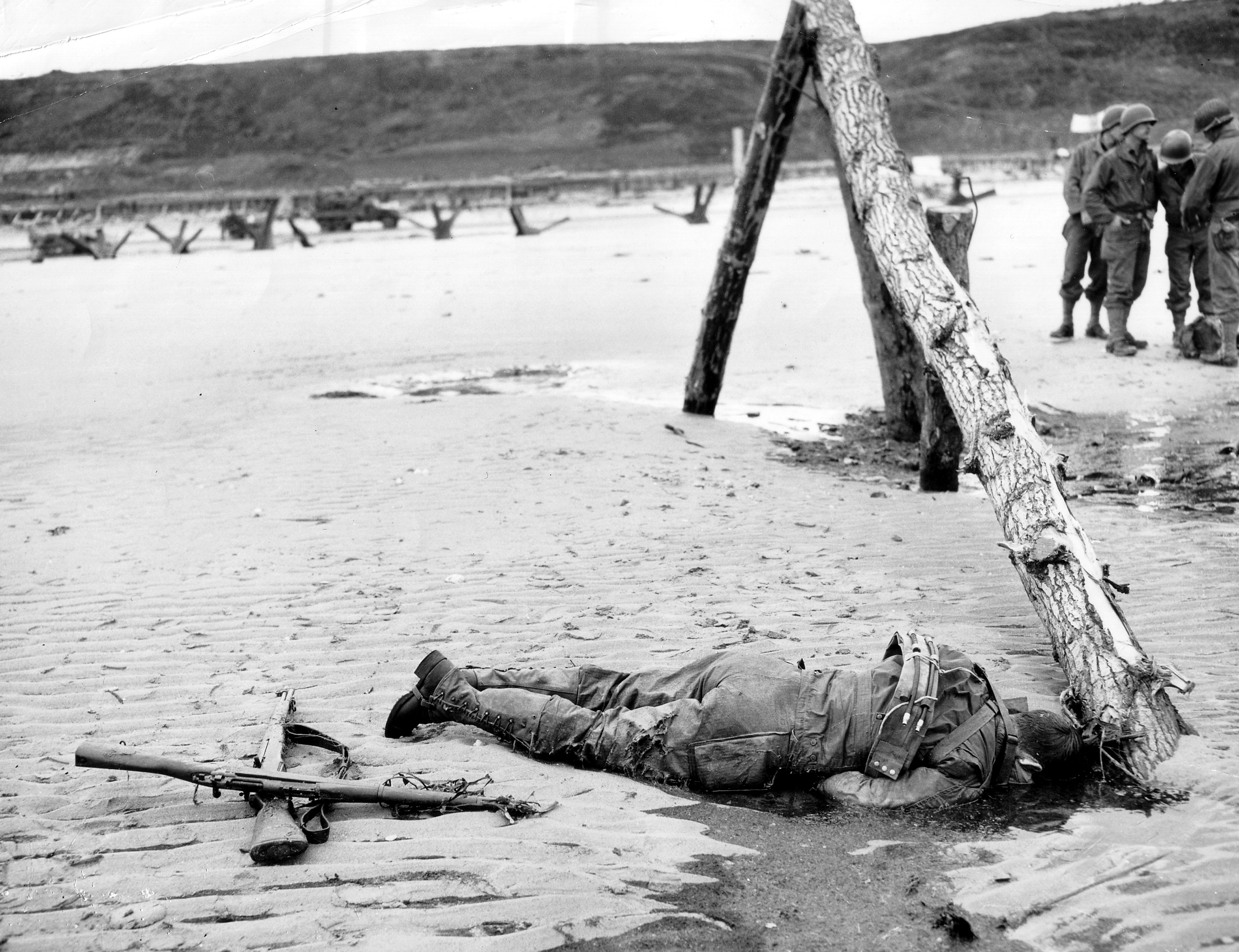
Берегова смуга плацдарму «Омаха»

### Кривава «Омаха»
Проте, незважаючи на всі ретельні приготування до висадки військ, із самого початку операція пішла не за планом. По-перше, погода відверто не сприяла успіху вторгнення. Туман, що раптово опустився, призвів до того, що артилерійська підготовка вторгнення з моря не принесла очікуваних результатів. Пілоти бомбардувальників в цих погодних умовах прийняли рішення не опускатися нижче за рівень хмар і бомбили за приладами, внаслідок чого жодна бомба не влучила в ціль. Через виниклі навігаційні труднощі більшість десантних і десантно-висадочних суден втратили в тумані свої напрямки руху і не змогли вийти на визначені цілі:40. Так, з дев'яти рот першої хвилі десанту лише одна рота бойової оперативної групи 116-го полку в секторі Dog Green і рейнджери на її правому фланзі висадилися там, де їм було наказано, і змогли виконати поставлене перед ними завдання:45.
10 суден з десантом було втрачено ще до моменту підходу до узбережжя, вони були затоплені штормом, що розігрався.

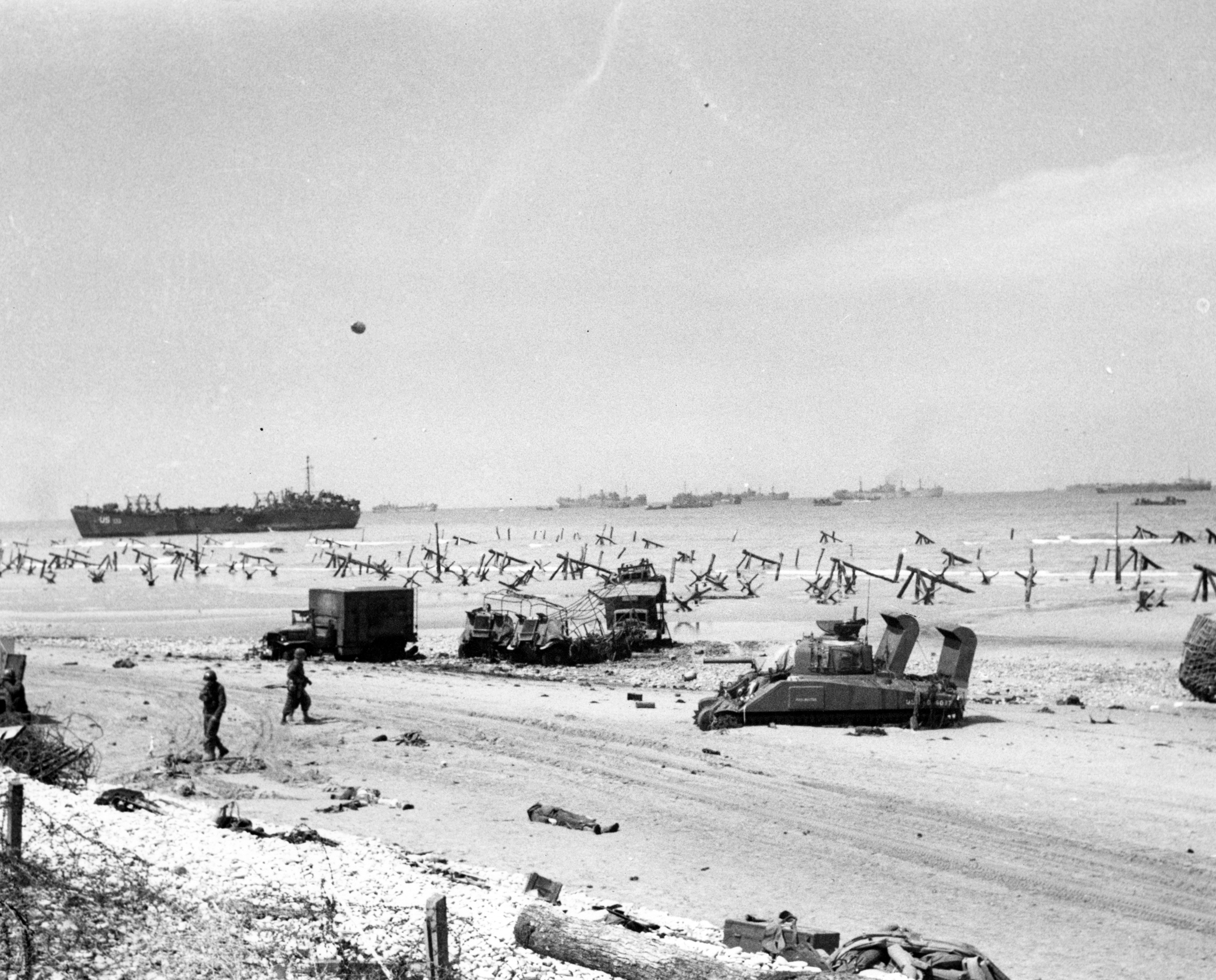
Ранок після висадки на плацдарм

Хвилювання на морі змусило прийняти поспішне рішення — спустити плавучі танки значно раніше на воду; всі танки успішно висадилися, проте, через те, що вони не були розраховані на роботу в штормових умовах, в одному з підрозділів з 32 танків 27 відразу ж пішли на дно. Лише двом танкам удалося дістатися берега і взяти участь у бойових діях. Другий підрозділ танків опинився у вдаліших умовах і зміг висадитися на берег з невеликими втратами:61:42.
6 червня 1944
Я був першим, хто висадився. П'ятеро наступних були підстрілені: двоє вбиті, три поранені. Сьомий солдат також, як і я, вискочив на берег, не отримавши поранень. Ось так людей супроводжує талан.
Малі десантні кораблі також потерпали від шторму, їх постійно затоплювало хвилями. Щоб не затонути, солдатам доводилося постійно вичерпувати воду з кораблів. Як наслідок, морський десант був вимушений здійснити висадку на значній відстані від берега. У деяких місцях глибина виявилася настільки значною, що накривала військовослужбовців з головою. Вони були вимушені кидати все своє спорядження і зброю і вибиратися уплав. Багато солдатів просто потонуло в таких умовах.
Більшості кораблів все ж таки пощастило наблизитися до берега, але десантники буквально відразу були зустрінуті щільним кулеметним і артилерійським вогнем впритул. Сховатися на пляжі було практично ніде.
Ранок 6 червня 1944
Ви так і збираєтеся валятися тут і чекати доки вас уб'ють або все ж таки встанете і зробите що-небудь?
Опір противника виявився несподівано сильним, і американські війська, що висаджувалися, зазнали величезних втрат. Під нищівним кулеметним вогнем вони намагалися максимально стрімко здолати берегові укріплення противника; багато хто буквально проповз ці жахливі 250—300 метрів, що відокремлювали їх від схилів крутоярів. Проте, важко екіпіровані, ослаблені штормом в ході висадки, воїни, що вижили, не мали сил прорватися крізь добре захищені виходи, що прострілювалися німцями, з пляжу. Лише на східному фланзі плацдарму, невелика група з військовослужбовців різних підрозділів в кількості 125 чоловік, змогла організуватися і, рішучим кидком здолавши зону, що прострілювалася, увірватися на перший рубіж оборони противника:48–49. Решта підрозділів, позбавлені командування і дезорганізовані, були вимушені лежати під вогнем противника в імпровізованих укриттях, втративши щонайменше здатності продовжити наступ. Щонайгірше, частина підрозділів в таких жахливих умовах просто припинила своє існування, втративши будь-які ознаки бойових формувань.
Відповідно до графіка, услід за основною першою хвилею десанту, пішов другий ешелон з підрозділами підтримки і органами управління військ. Починаючи з 7 години вони зіткнулися з тим же запеклим опором німецьких військ, єдиною втіхою служило те, що уцілілі з числа першої хвилі, хоча і були в основному не здатні чинити організованого опору і підтримати вогнем своїх новоприбулих товаришів, проте, турбуючим вогнем відволікали противника від ведення прицільної стрільби:49. Десант продовжував нести серйозні втрати, так і не встигнувши прорвати першу лінію оборони противника. У цих умовах артилерійську підтримку десанту змогли надавати лише корабельні артилерійські системи середнього і малого калібру, разом з цим, через побоювання спричинити шкоду своїм військам, кораблі вимушені були вести вогонь лише по елементах оборони противника, які базувалися на флангах плацдарму. Більш того, невелика глибина в районі висадки американців не дозволяла підійти ближче до берега основним кораблям, типу лінкорів і крейсерів, і лише міноносці, ризикуючи сісти на мілину, наближались щонайближче до берега, інколи на відстань до 900 м, та, дряпаючи дно затоки, вели артилерійський вогонь, намагаючись підтримати десант, що висадився:71.
Аналіз результатів вогню корабельної артилерії показав його повну неефективність у ході операції. Так, зі слів військового історика Адріана Р. Льюїса втрати серед американців були б значно менші, якби військово-морські сили здійснили артилерійську підготовку висадки військ належним чином і придушили основні вогневі пункти німців на узбережжі.
У результаті на березі і в прибережній смузі ситуація перетворилася на повний хаос:54—57: транспортно-десантні катери і кораблі продовжували прибувати і висаджувати війська; техніка, не маючи можливості організовано вийти на берег, тонула поблизу берега; корабельна артилерія і авіація, з побоювання заподіяти шкоду своїм військам, були обмежені в можливостях здійснити надійне придушення берегових позицій противника; необстріляні формування, для яких це був, по суті, перший бій в житті, металися на пляжах, намагаючись знайти абияке укриття від нищівного вогню противника:57; радіостанції були або знищені, або згублені при висадці. Можливість здійснити організований прорив з плацдарму углиб оборони противника була повністю втрачена через безладні дії десанту під безперервним вогнем німців при повній втраті управління військами на березі. Зазнаючи величезних втрат, які інколи сягали до третини, й навіть половини особового складу піхотних підрозділів, не маючи можливості прорватися без вогневої підтримки крізь мінні поля до укріплень противника на обладнаних височинах, американці були практично вимушені припинити висадку морського десанту і почати операцію з евакуації своїх сил:70.
О 13:35 командування 352-ї німецької дивізії, оглядаючи результати протидесантної операції, було абсолютно впевнене в своїй перемозі, навіть відправило офіційний рапорт про те, що десант противника розгромлений і скинутий в море:113. І хоча американці продовжували чинити осередковий опір, з точки зору німецьких офіцерів результат битви був практично вирішений. Враховуючи високі втрати серед тих, що оборонялися, командир 916-го полку запитав підмоги для остаточного знищення десанту. Проте, 915-й піхотний полк, який знаходився в резерві командира дивізії і до того виконував завдання по боротьбі з повітряним десантом союзників, якраз в смузі плацдарму «Омаха», був спішно перекинутий для проведення контратак проти плацдарму «Голд», де висадилися британці. Більш того, командування німців не знало, що, не зважаючи на величезні втрати, американська піхота незначними групами все ж змогла прорватися на окремих ділянках в глибину оборонних рубежів і поступово нарощує свої сили за межами першої оборонної лінії. До 9 ранку вже понад 600 солдатів невеликими загонами до роти включно змогли це виконати:73. Німці, хоча й не маючи достатньо сил скинути американців у море, до того ж, вимушені перенаправити основні резерви проти найбільш загрозливих ділянок в районах британських плацдармів, все ж таки, змогли зірвати первинний план операції по висадці військ на захід від естуарію річки Сена.
До кінця 6 червня на всьому плацдармі «Омаха» десантом з величезними зусиллями були захоплені лише два невеликі ізольовані опорних пункти противника, завдяки яким до 21:00 перший ешелон закріпився на березі і згодом союзники змогли розвинути наступ углиб плацдарму проти ослабленої німецької оборони.
Десант зазнав величезних втрат в живій силі і техніці. Було знищено до 26 артилерійських систем, 50 танків, до 50 висадочних кораблів і катерів і 10 транспортних суден. З 2 400 тонн матеріальних запасів, що призначалися десанту, на березі було лише 100:108. Втрати 5-го корпусу становили до 3 000 чоловік убитими і зниклими безвісти. 16-та і 116-та полкові бойові групи втратили по 1 000 солдатів і офіцерів кожна. Наступного ранку лише 5 танків із складу тих, що висадилися, були готові до подальших дій.
Втрати німецької 352-ї дивізії становили до 1 200 чоловік убитими, пораненими і зниклими безвісти — до 20 % штатної чисельності формування.
Згодом після реорганізації, проведеної похапки серед військ, які уціліли на березі, були сформовані бойові групи у складі полків, батальйонів і рот, які лише через дві доби після висадки змогли виконати завдання першого дня вторгнення:94–95, 98–100.

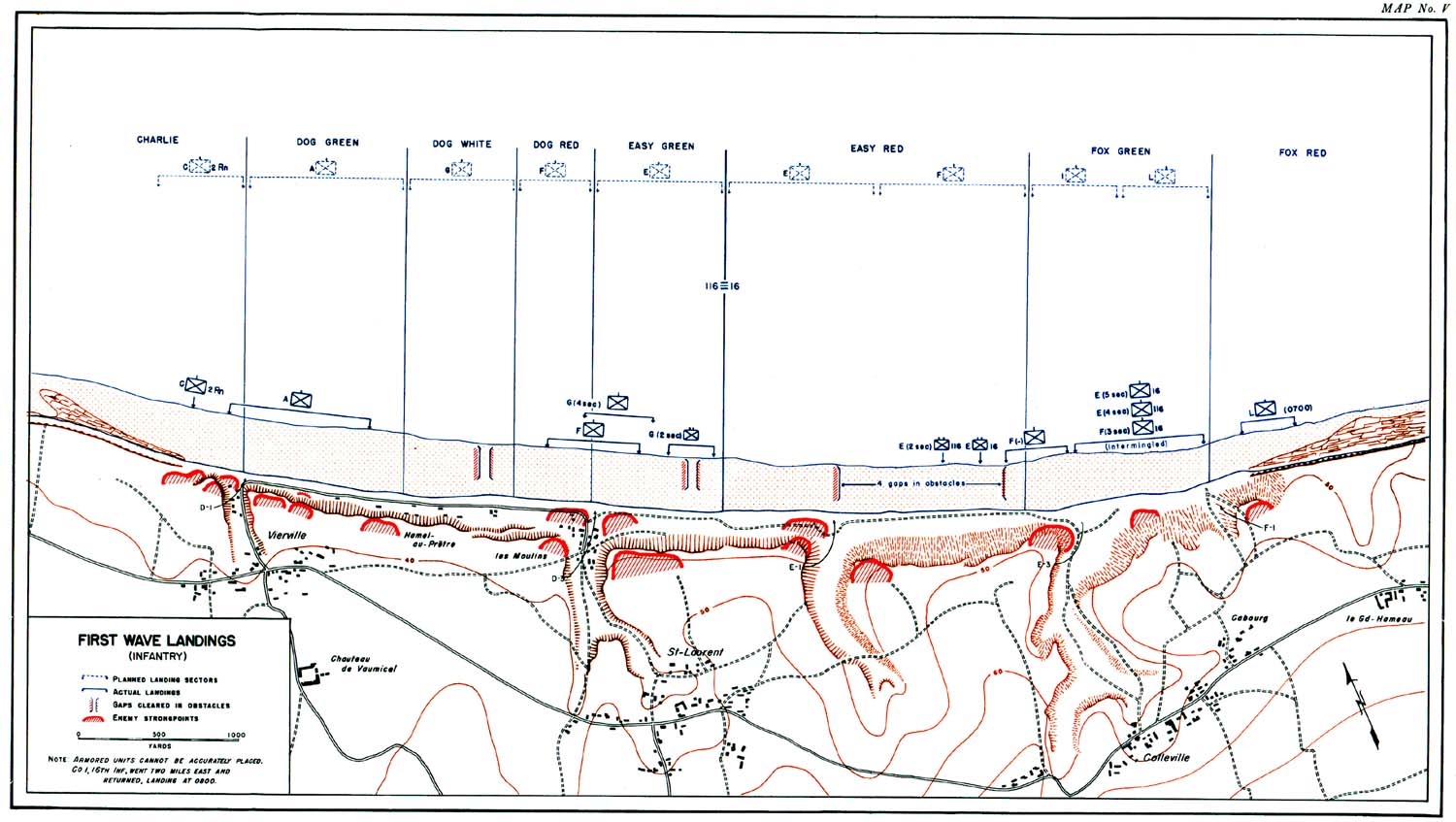
План висадки морського десанту на плацдарм «Омаха»